# Diaretula cornu
Diaretula cornu är en svampdjursart som beskrevs av Schmidt 1879. Diaretula cornu ingår i släktet Diaretula, ordningen Hexactinosida, klassen glassvampar, fylumet svampdjur och riket djur.
Artens utbredningsområde är Kuba. Inga underarter finns listade i Catalogue of Life.